# 小花无心菜
小花无心菜（学名：Arenaria forrestii f. micrantha）为石竹科无心菜属西南无心菜下的一个变型。